# مقدرشده برای بلوز
مقدرشده برای بلوز (لهستانی: Skazany na bluesa؛ ‏انگلیسی: Destined for Blues) فیلمی لهستانی به کارگردانی یان کیداوا-بووینسکی است که در سال ۲۰۰۵ منتشر شد. این فیلم دربارهٔ زندگی ریشارد ریدل خواننده اصلی گروه موسیقی جم است. این فیلم برندهٔ جوایز فیلم لهستان و «جشنوارهٔ فیلم‌های لهستانی گدنیا» بابت «بهتریم طراحی لباس»، برندهٔ بهترین بازیگر جدید مرد و بهترین فیلم از نگاه تماشاگران شد.

## گزیدهٔ بازیگران
- توماش کُت
- یولانتا فراشینسکا
- آنا دیمنا
- یوآنا بارتل
- زبیگنیف زاماخوفسکی
- پشمیسواف بلوشچ
- آدام بائومن
- گژگوش وارخوئو
- ماگدالنا گورسکا
- ماچئی مارچفسکی
- سیلوستر ماچیفسکی
- آرکادیوش دِتمر